# František Kopřiva (politik ČSL)
František Kopřiva (21. července 1879 Nivnice – 29. prosince 1935 Nivnice) byl československý rolník, politik a meziválečný poslanec a senátor Národního shromáždění za Československou stranu lidovou.

## Biografie
Pocházel z početné rodiny nivnického starosty. Vystudoval odbornou hospodářskou školu v Uherském Hradišti a staral se o rodinný statek. Už od roku 1908 pracoval v obecním zastupitelstvu, po vzniku ČSR se stal prvním starostou Nivnice. Politicky byl nejdříve členem Hrubanovy Katolické strany národní na Moravě a po sloučení katolických stran 1919 se stal členem ČSL, kde byl členem moravskoslezského vedení strany.
V parlamentních volbách v roce 1920 se stal poslancem Národního shromáždění. Podle údajů k roku 1920 byl profesí rolníkem a starostou v Nivnici u Uherského Brodu.
V parlamentních volbách v roce 1925 získal senátorské křeslo v Národním shromáždění. Mandát obhájil v parlamentních volbách v roce 1929. V senátu setrval do roku 1935.
Patřil k oblíbeným parlamentním řečníkům a do parlamentu chodil i v nivnickém kroji. Byl velkým patriotem a zasloužil se o povznesení svého kraje. Hájil politiku Jana Šrámka. Roku 1935 ho strana nevybrala na kandidátní listinu pro volby, s čímž se nevyrovnal a téhož roku za tragických okolností zemřel.
V prosinci 1935 spáchal sebevraždu, když se oběsil na půdě svého statku v Nivnici. Národní listy jako důvod uvedly, že si zoufal pro neutěšené hospodářské poměry.